# Francisco Pascasio Moreno
Francisco Pascasio Moreno, conhecido como Perito Moreno, (Buenos Aires, 31 de maio de 1852 — Buenos Aires, 22 de novembro de 1919) foi um cientista, naturalista e explorador argentino. 

## Biografia
Filho de Francisco Facundo e de Juana Thwaites, teve três irmãos e uma irmã. Em  1863 estudou no Colégio San José e três anos depois na Escola  “Catedral al Norte” (rua  Reconquista e Avenida Corrientes).
Desde criança mostrou interesse por excursões paleontológicas, donde aprendeu a amar a natureza e sentir a emoção do desconhecido. Francisco alternava seus estudos com excursões pelas barrancas de rio procurando ossos pré-históricos. Em 1866, com seus irmãos, montou um incipiente museu na casa paterna. Estimulado pela leitura de livros de viagens, se interessou pela paleontologia e pela arqueologia.
Em 1871 recolheu fósseis na laguna de Vitel. Em 1872 fundou, em colaboração com um grupo de engenheiros, a Sociedade Científica Argentina.

### Viagens à Patagônia

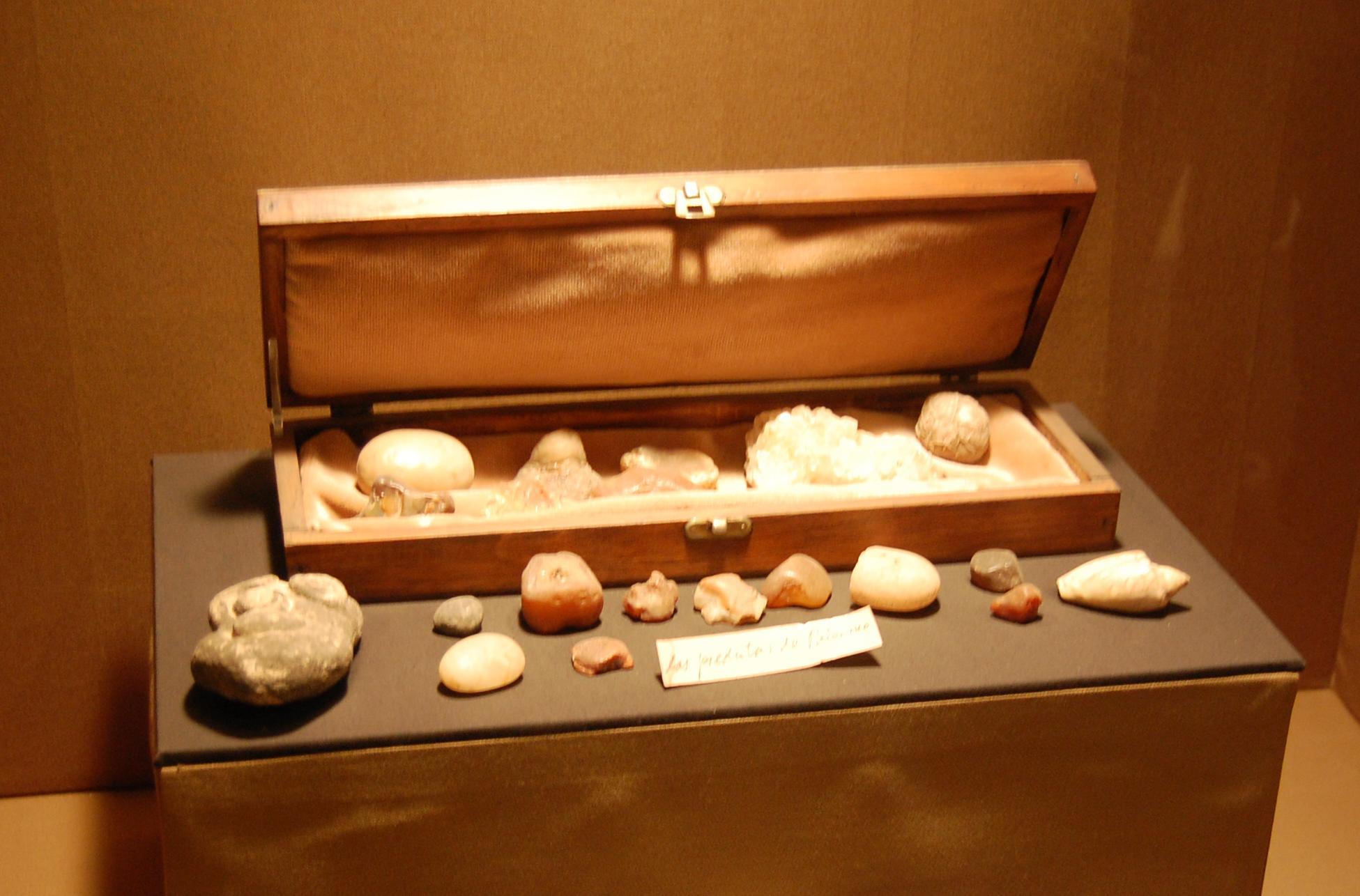
Pedras recolhidas por Francisco Moreno na sua infância

Em 1872-73 explorou o território de Río Negro e, em 1875, chegou ao Lago Nahuel Huapi que percorreu para logo chegar a Santa Cruz e alcançar o lago que batizou com o nome de Argentino. 
Nestas primeiras viagens a Patagônia, efetuou itinerários por regiões até então desconhecidas, recolheu uma série de materias que iniciaram os estudos americanistas. 
Em 1875 o governo da Província de Buenos Aires e a  Sociedade Científica Argentina lhe proporcionaram meios para efetuar uma nova viagem ao sul argentino com a finalidade de cruzar os Andes através do lago Nahuel Huapi e tentar chegar ao Chile pelo passo “Pérez Rosales”, fazendo o caminho inverso ao de Guillermo Cox. 
Em 22 de janeiro de 1876, com 23 anos de idade, é o primeiro homem branco  que chega ao  Lago Nahuel Huapi desde o Oceano Atlântico, lá implantando a bandeira argentina.
Moreno atravesou a Patagônia de oceano à oceano, entrando em contato direto com as nações indígenas da patagônia, estudando seu passado e suas origens. Os dados e materiais recolheridos nesta expedição abriram novos horizontes para a antropologia sul-americana e impulsionaram vários cientistas europeus ( como o francês Broca ) a tomar as etnias indígenas da América do Sul como objeto de estudo.  Moreno ficou fortemente impressionado pelo drama daquelas etnias escravizadas e despojadas de suas terras ancestrais. Tratou então de humanizar as relações entre o Estado argentino e as etnias indígenas exigindo terras e escolas para elas, e protestando contra os métodos que haviam sido empregados para "civilizá-las".
Em outubro de 1876 voltou à Patagônia junto com  Carlos Berg na goleta “Santa Cruz” ao comando do  Comandante Luis Piedrabuena. 
Em  15 de fevereiro de 1877 chega até o  Lago Argentino, onde atualmente se encontra a cidade de El Calafate, e descobre um imponente glaciar que posteriormente  foi batizado em sua homenagem ("Perito Moreno").

### Direção do Museu de La Plata

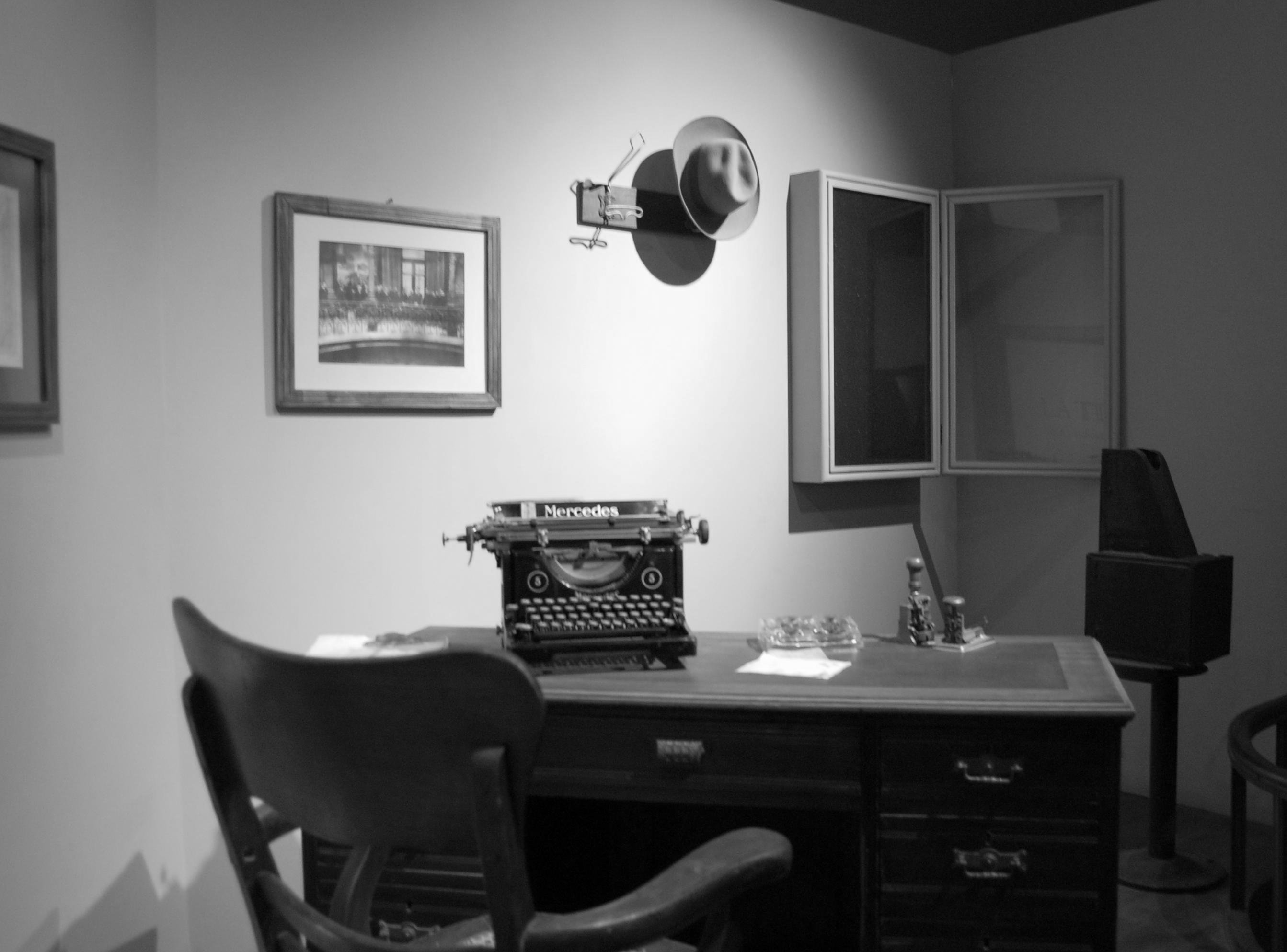
Representação do escritório de Perito Moreno, no Museu de La Plata

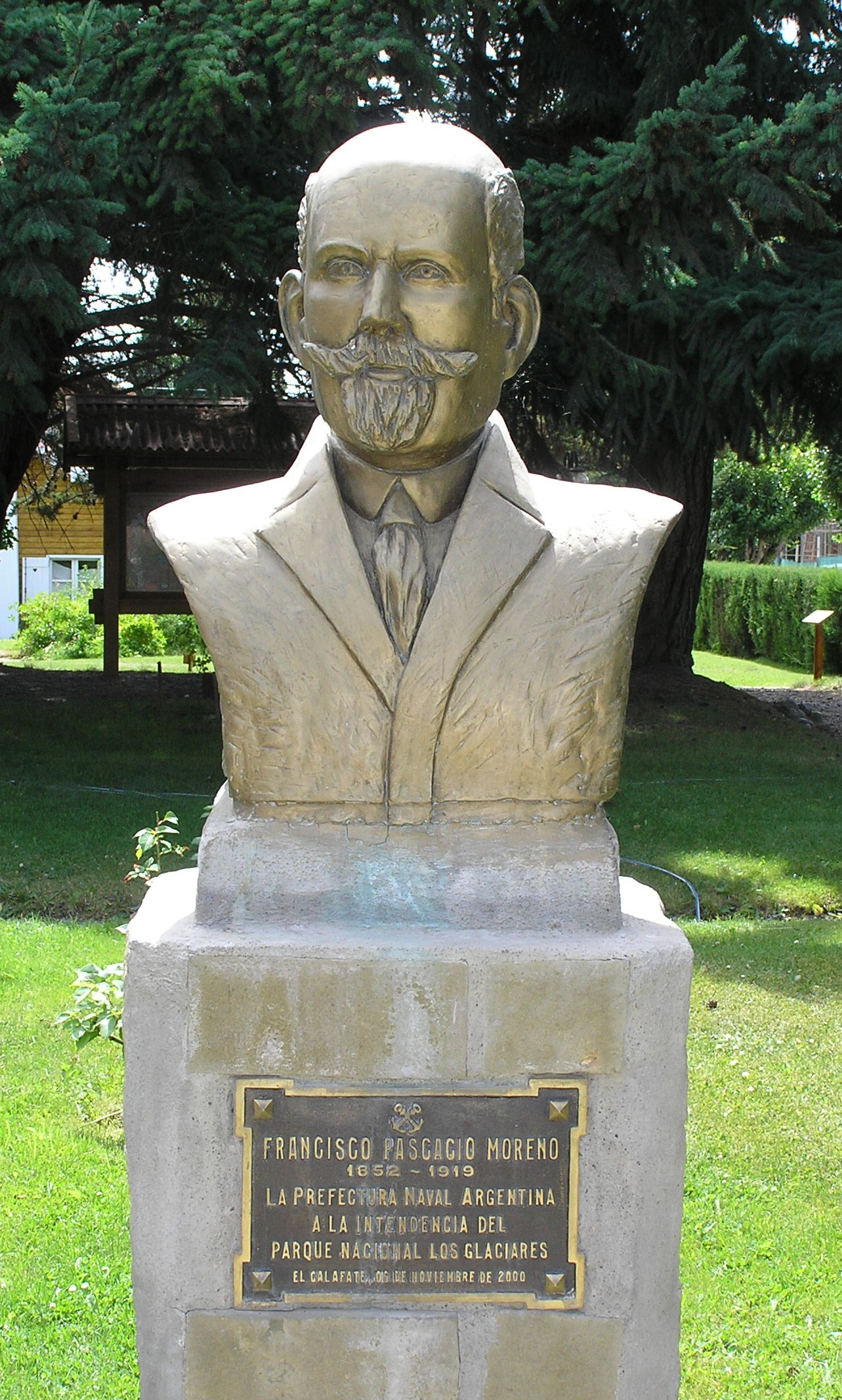
Busto de Francisco Pascasio Moreno na intendência do Parque Nacional Los Glaciares, em El Calafate, (Argentina)

Em 13 de novembro de 1877 o Governo da  Província de Buenos Aires nomeia Moreno Diretor do "Museu Arqueológico e Antropológico de Buenos Aires", e também aceita a doação das peças dele que estavam conservadas no Museu de sua casa. Estas peças ficariam em poder de Moreno devido a falta de condições do Museu em recebê-las.
Em 1879 explorou as montanhas da  Cordilheira dos Andes, e doou toda a sua coleção arqueológica, antropológica e paleontológica pessoal, consistindo mais de 15.000 exemplares de peças ósseas e objetos industriais, à Província de Buenos Aires que fundou com elas o  "Museu Antropológico e Etnográfico de Buenos Aires".
Em 1878, foi designado Doutor Honoris Causa pela Universidade de Córdoba.
Já em 1879, ao terminar a Conquista do Deserto (05/1878 – 06/1879), e sendo  Presidente o Dr. Nicolás Avellaneda e Ministro do Interior Domingo Sarmiento, foi nomeado Chefe da Comissão  Exploradora dos Territórios do Sul Argentino, para estudar a possibilidade de estabelecer Colônias na região entre os Rio Negro e Deseado. Moreno pediu como única compensação incorporar ao seu Museu as peças que achasse.
Entre 1882 e 1884 viajou para o centro do país precorrendo as províncias de  Córdoba, San Luis, San Juan e Mendoza, em busca de peças fósseis e de elementos pertencentes a períodos anteriores a conquista espanhola.
Com a fundação da cidade de La Plata, o governo províncial decidiu transferir em 1884 o Museu Antropológico e Arqueológico de Buenos Aires para a nova capital provincial, recebendo o nome de Museu de História Natural de La Plata. Por prover todo o Museu (inclusive dois mil livros de sua biblioteca particular) e pelo reconhecimento geral a sua pessoa, foi nomeado Diretor Vitalício do Museu. Moreno dirigiu pessoalmente a construção do edifício e a distribuição de seus materiais, de acordo com um plano que havia concebido. Neste projeto opinaram e colaboraram diversos naturalistas estrangeiros na organização das secções de  geologia e mineralogia, zoologia, botânica, antropologia, arqueologia, etnografia e cartografia. A instituição converteu-se rapidamente num centro de estudos superiores que chamou a atenção dos grandes especialistas europeus. Se multiplicaram as coleções,  os trabalhos publicados decifraram velhos problemas americanos, e começaram a publicar os Anais e a Revista do Museu de La Plata, tornando rapidamente o Museu de La Plata a instituição científica mais importante do país.
Em 1889 foi inaugurado o atual edifício, continuando Perito Moreno como Diretor até 1905. 
Seguiu realizando suas viagens exploratórias e, em 1896, chegou até o Lago Buenos Aires.

## Fronteira com o Chile
Entre 1892 e 1897 começou a intervir nas questões de fronteiras com o Chile e, ante o recrudescimento da questão, aceita o cargo de Perito Argentino na negociação convencendo seus pares chilenos que a melhor solução era por via diplomática.
O tratado de 20 de agosto de 1881 estabelecia os limítrofes entre o Chile e a Argentina, porém o Chile reclamava a posse de 42.000 quilômetros quadrados e a demarcação efetiva da fronteira estava submetida ao laudo arbitral do governo britânico.
Em 1897, Moreno retornou a Patagônia designado oficialmente como perito para determinar os limites com o Chile. Em poucos meses preparou sua obra  Frontera argentino-chilena, na qual expunha uma síntese das fronteiras argentinas e, em 1896 viajou à Londres para facilitar o laudo arbitral da Rainha Vitória e apresentar uma exposição sobre o conflito.
Em 1902 o perito inglês  Thomas Holdich, acompanhado por Moreno, inspecionou a região limitada e reconheceu publicamente sua admiração pelo traçado. Por seus trabalhos de perito, a Royal Geographic Society lhe conferiu a medalha do rei Jorge IV.
Além disso, levou a cabo expedições à Cordilheira dos Andes desde Mendoza até a  Puna de Atacama para observar as fronteiras, como também um relevante topográfico e geológico da Província de Buenos Aires.
Foi eleito deputado nacional em 1910 durante a Presidência de Roque Sáenz Peña e, em 1911 renuciou para aceitar o oferecimento da vice-presidência do Conselho Nacional de Educação.
Sua última viagem ao sul realizou em companhia do ex-presidente norte-americano Theodore Roosevelt, em 1912.
Em seus últimos anos formou parte da  Liga Patriotica Argentina junto com Manuel Carlés, Martinez de Hoz e Anchorena.

## Homenagens

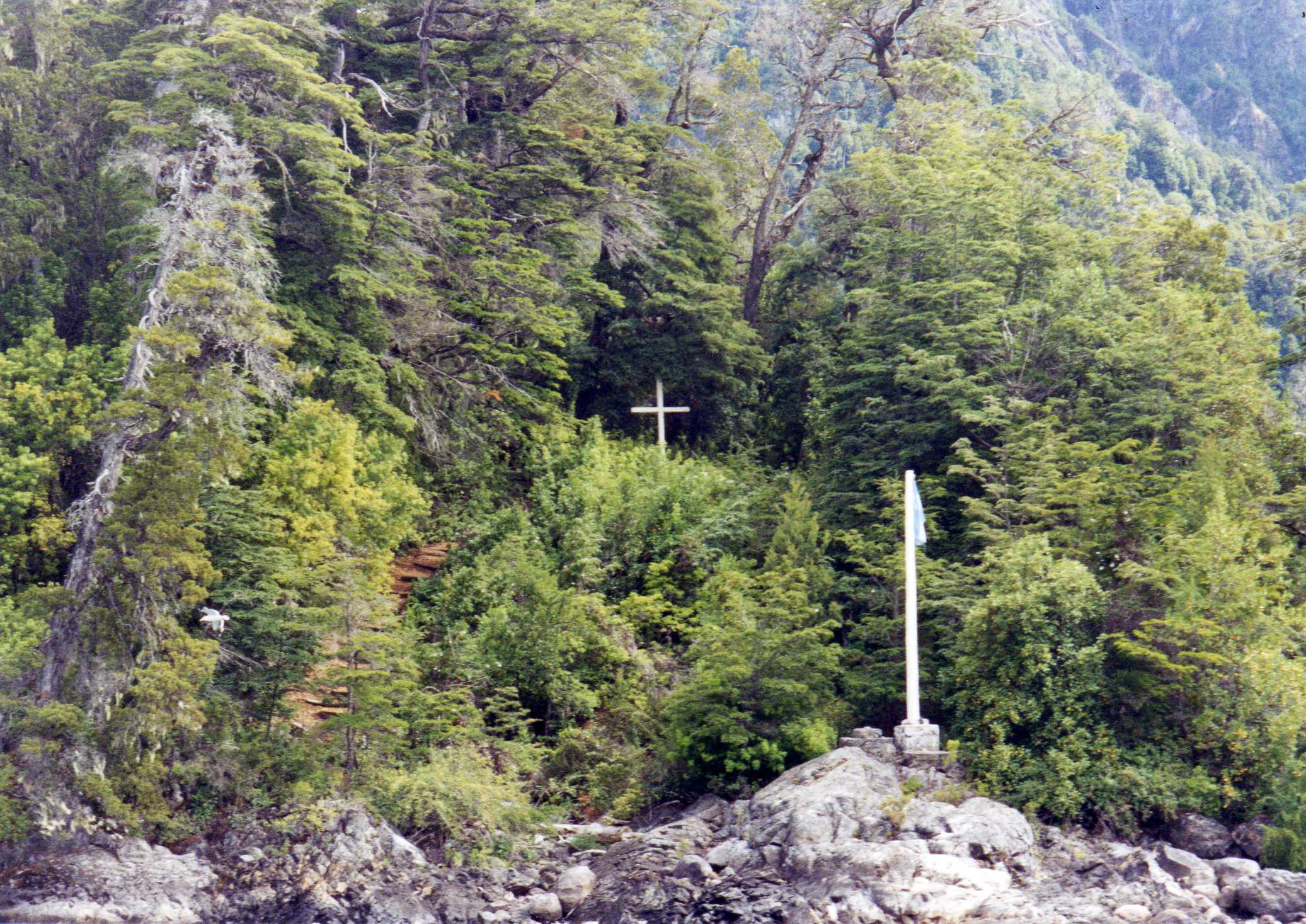
Tumba de Perito Moreno no Lago Nahuel Huapi.

Por suas contribuições à ciência a Universidade de Córdoba lhe concedeu o título de Doutor Honoris Causa em 1887. Além disso, recebeu múltiplos reconhecimentos das mais célebres instituições científicas e prestigiosas universidades, que lhe outorgaram diplomas e medalhas. 
Em 1902, recebeu a  Medalha do Rei Jorge IV e 25 léguas quadradas de terras na Patagônia por seus serviços prestados à nação. Em 1903 doou uma parte destas terras para criar o Parque Nacional Nahuel Huapi, primeiro parque nacional da Argentina.
Seu nome é recordado de várias formas na Argentina: Glaciar Perito Moreno, a localidade  Perito Moreno e o  Parque Nacional Perito Moreno; dentro da região da Patagônia na maioria das localidades existe uma rua que leva seu nome.
Morreu em 22 de novembro de 1919. Originalmente seus restos foram enterrados no  Cemitério de la Recoleta.
Em 1944 seus restos mortais foram transferidos e repousam na Ilha Centinela, no Lago Nahuel Huapi, junto com sua esposa, dentro do parque nacional que fundou. 
Por uma disposição da Prefeitura Naval Argentina, cada embarcação que passa frente a ilha deve soar três vezes a sirene para render-lhe homenagens.